# Kaks takti ette
Kaks takti ette (estnisch für: zwei Takte nach vorne) ist die in Estland größte und populärste, vom Fernsehsender ETV organisierte Castingshow auf nationaler Ebene. Sie bietet jungen Nachwuchstalenten die Möglichkeit zum Aufstieg.

## Bekannte Teilnehmer
- Julia Boman
- Eda-Ines Etti
- Hedvig Hanson
- Ele Millistfer-Kehinde
- Gerli Padar
- Tanel Padar
- Sandra Nurmsalu
- Siiri Sisask
- Silvi Vrait
- Rolf Roosalu